# Eleodes wheeleri
Eleodes wheeleri  (лат.) — вид пещерных жуков из семейства чернотелок (триба Amphidorini). США (штат Аризона; найдены в пещере в парке Tonto Natural Bridge State Park и рядом с ней).

## Описание
Длина тела 17-18 мм, ширина около 6 мм. Жук чёрного цвета, блестящий, с тонкими длинными усиками и ногами, глаза редуцированные: 7 фасеток в наибольшей их ширине. Пронотум не сердцевидный, как у близкого вида Eleodes easterlai, а только слегка шире в передней части. Наибольшая ширина надкрылий наблюдается в срединной части. 
Вид был впервые описан в 2012 году американскими энтомологами Рольфом Альбу (Rolf L. Aalbu, Department of Entomology, California Academy of Science, Сан-Франциско, Калифорния, США), Аароном Смитом (Aaron D. Smith, International Institute for Species Exploration, Arizona State University, Tempe) и Чарльзом Трипльхорном (Charles A. Triplehorn, Department of Entomology, Museum of Biological Diversity, Ohio State University, Колумбус, штат Огайо) и назван в честь колеоптеролога Квентин Уилер (Dr. Quentin D. Wheeler).